# Lăng Mông Sơ
Lăng Mông Sơ (chữ Hán: 凌濛初, 18 tháng 6 năm 1580 – 21 tháng 2 năm 1644), tên tự là Huyền Phòng, hiệu Sơ Thành, biệt hiệu Tức Không Quán chủ nhân, người Ô Trình, Chiết Giang, quan viên, nhà văn, tiểu thuyết gia nổi tiếng cuối thời Minh.

## Tiểu sử
Ông sinh vào ngày 7 tháng 5 ÂL (18 tháng 6) năm Vạn Lịch thứ 8 (1580) ở phố Thịnh Xá phía đông huyện Ô Trình phủ Hồ Châu tỉnh Chiết Giang. Dựa theo Chiết Giang thông chí, tổ tiên nhà họ Lăng đều nối đời làm quan. Kể ra có Cao tổ Lăng Phu, tằng tổ Lăng Chấn, tổ phụ Lăng Ước Ngôn, thúc phụ Lăng Trĩ Long, phụ thân Lăng Địch Tri, đời đời đều là văn nhân. Cha chú của ông bắt đầu công việc biên khắc, trở thành thư khắc gia trứ danh thời đó. Lăng Mông Sơ năm 12 tuổi vào học, ông sớm có tài năng văn chương song lận đận trên đường khoa cử, đi thi mãi không đỗ. Năm Vạn Lịch thứ 25 (1597), được bổ nhiệm làm Lẫm thiện sinh, sau cùng chuyển hướng sang việc sáng tác văn chương.
Năm Sùng Trinh thứ 7 (1634), Lăng Mông Sơ 55 tuổi đỗ Phó cống sinh được bổ làm huyện thừa Thượng Hải. Năm Sùng Trinh thứ 15 (1642), ông được triều đình thăng chức làm thông phán Từ Châu lại còn bố trí nhiệm sở tại Phòng thôn. Năm Sùng Trinh thứ 16 (1643), bùng nổ cuộc khởi nghĩa nông dân của Trình Kế Khổng (Trần Tiểu Nhất), Lăng Mông Sơ vào làm mạc hạ (thư ký) cho Hà Đằng Giao, từng dâng Tiễu khấu thập sách, tham gia trấn áp bình định các cuộc nổi dậy của dân vùng Hoài Châu và Từ Châu, không may mất trong lúc đang tại chức. Có thuyết nói rằng vào năm Sùng Trinh thứ 17 (1644), Lăng Mông Sơ bị nghĩa quân của Lý Tự Thành bao vây, từ chối đầu hàng, buồn giận thổ huyết mà chết.

## Tác phẩm
Tác phẩm trước thuật của Lăng Mông Sơ rất phong phú. Các loại tạp luận kinh sử, tuyển bình thơ văn và rất nhiều hí khúc không dưới 20 loại song phần lớn bị thất tán. Tác phẩm của ông gồm có Nhị phách, Thánh môn truyền thi đích trủng, Ngôn thi dực, Thi nghịch, Thi Kinh nhân vật khảo, Tả truyện hợp chinh, Nghê tư sử hán dị đồng bổ bình, Doanh đằng tam tráp, Đãng trất hậu lục, Quốc môn tập, Quốc môn ất tập, Kê giảng trai thi văn, Ất biên đản, Yến trúc âu, Nam âm chi lại, Đông Pha thiền hỷ tập, Hợp bình tuyển thi, Đào vi hợp tập, Hoặc nịch cung, Quốc sách khái. Cuối đời ông rất say mê việc in khắc các loại tiểu thuyết, hý khúc, khắc xong dùng son và mực trang điểm thêm cho đẹp, có những bản in nhiều màu lại có xen thêm hình vẽ rất hấp dẫn. Ông từng khắc những sách Thế thuyết tân ngữ, Tây sương ký, Tỳ Bà ký, Nam Kha ký đều rất sắc sảo đẹp mắt.
Lăng Mông Sơ dưới sự ảnh hưởng Tam ngôn của Phùng Mộng Long, đã sửa chữa, sáng tác không ít những thoại bản tương tự, biên tập và in thành sách gọi chung là Nhị phách, được xem là tác phẩm tiêu biểu nhất của ông. Cùng với với Tam ngôn, tác phẩm này đã trở thành đối tượng nghiên cứu không thể thiếu của các nhà tiểu thuyết học Trung Quốc. Nhị phách gồm 2 tập: Phách án kinh kỳ sơ khắc và Phách án kinh kỳ nhị khắc mỗi tập gồm 40 thiên, trong đó có 1 thiên trùng lặp, 1 thiên tạp kịch. Trong bài Tựa tự viết ký tên Tức Không Quán chủ nhân, tác giả nói rằng sách này "thu thập các truyện hay xưa nay, rồi viết lại và mở rộng thêm ra" vậy nên tác phẩm toàn là sáng tác cá nhân. Tác giả căn cứ vào sử liệu và truyền thuyết dân gian rồi lựa chọn cái hay, sắp xếp diễn giải, hư cấu, viết thành tác phẩm của mình.

## Nhị phách
Do sự lạc hậu về tư tưởng, nên nhiều truyện trong Nhị phách của Lăng Mông Sơ đầy rẫy tư tưởng mê tín và giáo thuyết phong kiến, thậm chí còn miêu tả sự căm thù đối với khởi nghĩa nông dân. Ngoài ra, rất nhiều bài trong Nhị phách còn đầy rẫy những cảnh dâm loạn, sa sút về tinh thần. Xét một cách toàn diện Nhị phách kém xa so với Tam ngôn.
Đương nhiên trong Nhị phách có một số tác phẩm viết rất hay, như "Chuyển Vận Hán Xảo Ngộ Đồng Đình Hồng". Những tác phẩm này thông qua những hoạt động kiếm tiền của thương nhân và nhiều phương diện lý tưởng để viết, khiến cho độc giả nhận rõ được sự phát triển thương nghiệp vào cuối thời Minh và mầm móng của chủ nghĩa tư bản. Những điều này rất ít thấy từ trước đến nay trong tác phẩm văn học.
Trong Nhị phách còn có những vụ án và tiểu thuyết tình yêu khá hay. Nó phản ánh mặt trái của quan lại phong kiến, sự tàn bạo; vạch trần sự giả dối, mục nát của chế độ phong kiến; ca ngợi tình yêu chân thật nam nữ. Nhìn chung về nghệ thuật, Nhị phách cũng không bằng Tam ngôn, nhưng về cơ bản cũng là câu chuyện hoàn chỉnh, tình tiết éo le, mạch lạc, ngôn ngữ thông dụng.

## Truyện ký
Ghi chép về ông có cuốn truyện ký Lăng Mông Sơ sự tích hệ niên của Diệp Đức Quân xuất bản vào năm Dân Quốc thứ 25 (1936).